# Serment des Héliastes
Le serment héliastique ( grec ancien : ἡλιαστικὸς ὅρκος  ; heliastikos horkos) était un serment prêté par les jurés à Athènes en Grèce Antique.  
Le texte fut en partie reconstitué, grâce à des citations de plusieurs discours, notamment celui de Démosthène contre Timocrates. Zeus, Apollon et Demeter y sont nommés  . À la fin du serment, le juré prononce une malédiction contre lui-même s'il devait le rompre. Le vote au tribunal était cependant secret, de sorte qu'un juré ne pouvait être accusé d'avoir rompu le serment. Cependant, le juré pourrait subir une punition divine pour l'avoir fait.

## Le serment
« Je voterai conformément aux lois et aux décrets adoptés par l'Assemblée et par le Conseil, mais, s'il n'y a pas de loi, conformément à mon sentiment de ce qui est le plus juste, sans faveur ni inimitié. Je voterai uniquement sur les questions soulevées dans l'accusation et j'écouterai de manière impartiale les accusateurs et les défenseurs ».
Le philologue allemand Max Fränkel (1846 - 1903) reconstitua le serment comme suit : « Je voterai selon les lois et les votes des Démos d'Athéniens et du Conseil des Cinq-Cents, et concernant les questions pour lesquelles il n'y a pas de lois par la compréhension la plus juste, pour ni favoritisme ni inimitié. Et je voterai sur les questions mêmes sur lesquelles porte l'accusation, et j'écouterai à la fois les accusateurs et les accusés, tous deux également. Je jure ces choses par Zeus, Apollon et Déméter, et puis-je avoir beaucoup de bonnes choses si je le jure bien, mais la destruction pour moi et ma famille si je renonce »